# Phaethornis syrmatophorus
A Phaethornis syrmatophorus a madarak osztályának sarlósfecske-alakúak (Apodiformes) rendjébe és a kolibrifélék (Trochilidae) családjába tartozó faj.

## Rendszerezése
A fajt John Gould angol ornitológus írta le 1851-ben, Phaethornis syrmatophora néven.

## Alfajai
- Phaethornis syrmatophorus columbianus Boucard, 1891
- Phaethornis syrmatophorus syrmatophorus Gould, 1851[2]

## Előfordulása
Az Andokban, Kolumbia, Ecuador és Peru területén honos. Természetes élőhelyei a szubtrópusi vagy trópusi hegyi esőerdők. Állandó, nem vonuló faj.

## Megjelenése
Testhossza 14 centiméter, testtömege 5–7 gramm.
|  |

## Életmódja
Nektárral és kisebb ízeltlábúakkal táplálkozik.

## Természetvédelmi helyzete
Az elterjedési területe nagyon nagy, egyedszáma pedig ismeretlen. A Természetvédelmi Világszövetség Vörös listáján nem fenyegetett fajként szerepel.